# سام باتن
دبليو صمويل باتن (بالإنجليزية: W. Samuel Patten)‏ هو مستشار سياسي أمريكي وعضو مجموعة ضغط حظي باهتمام دولي في ربيع 2018 فيما يتعلق بتحقيق المستشار الخاص بقيادة مدير مكتب التحقيقات الفيدرالي السابق روبرت مولر. كان هذا بسبب علاقة باتن مع كونستانتين كيليمنيك، موضوع التحقيق. في صيف 2018، تكثف الاهتمام بسبب ظهور باتن كموضوع للتحقيق في حد ذاته، تلاه إقراره بالذنب، بعد اتهامه في أغسطس 2018 بانتهاك قانون تسجيل الوكلاء الأجانب لفشله في التسجيل كوكيل أجنبي لدى وزارة العدل عندما مثل كتلة المعارضة، وهو حزب سياسي أوكراني، من 2014 إلى 2018. 

## أنظر أيضاً
- تقرير مولر
- التدخل الروسي في انتخابات الولايات المتحدة 2016